# 使徒座空位

使徒座空位の紋章

使徒座空位（しとざくうい、ラテン語: sedes vacans）は、ローマ・カトリック教会の教会法上の用語で、使徒座すなわちローマ教皇の帰天或いはその地位を退いたことにより不在であることをいう。教皇空位（きょうこうくうい）とも言われる。

## 暫定統治
使徒座空位が生じてから、新たなローマ教皇が選出されるまでの間は、枢機卿が集団指導体制のもとバチカンを統治する。この枢機卿団の権限は使徒座空位の間に限定した暫定的なもので、基本的には教皇空位であろうとも休止できない日常業務の遂行と、やむを得ず新教皇選出まで延期できない案件の処理のみに限定される。
使徒座空位に伴い、国務長官をはじめローマ教皇庁の各聖省の長官、評議会の議長は全てその職務から自動的に（一旦）解任される。ただし、カメルレンゴ、内赦院長、サン・ピエトロ大聖堂首席司祭枢機卿、バチカン市国総代理枢機卿は例外である。使徒座空位が生じたときには、教皇を選出するための枢機卿の教皇選出会議であるコンクラーヴェが開催される。なお新教皇が選出されると、解任された長官または議長は再任されるのが通例となっている。また、教皇ベネディクト16世は退位直前の2013年2月にコンクラーヴェの規則を変更し、投票権の有する枢機卿が全員揃った場合にコンクラーヴェの日程を前倒しして開催することを許可した。
使徒座空位の間に、枢機卿であるカメルレンゴをその長とする使徒座空位期間事務局が設置される。使徒座空位期間事務局は、使徒座空位の間のみ使用できる使徒座空位切手や使徒座空位通貨を発行する権限を有する。

## 紋章
使徒座空位の際には教皇の紋章に代わって、傘と聖ペトロの鍵を組み合わせた使徒座空位の紋章が用いられる。

## 長期間にわたる使徒座空位
コンクラーヴェは一般的にはそれほど時間がかからないが、歴史においては数か月間ないし1年以上使徒座空位の状態が継続した時期もあった。
下記の表では空位期間が1年以上の時期を掲載する。
| 先代教皇          | 次代教皇              | 教皇離任       | 教皇就任       | 空位期間    |
| ----------------- | --------------------- | -------------- | -------------- | ----------- |
| ケレスティヌス4世 | インノケンティウス4世 | 1241年11月10日 | 1243年6月25日  | 1年7か月間  |
| クレメンス4世     | グレゴリウス10世      | 1268年11月29日 | 1271年9月1日   | 2年10か月間 |
| ニコラウス4世     | ケレスティヌス5世     | 1292年4月4日   | 1294年7月5日   | 2年3か月間  |
| クレメンス5世     | ヨハネス22世          | 1314年4月20日  | 1316年8月2日   | 2年3か月間  |
| グレゴリウス12世  | マルティヌス5世       | 1415年7月4日   | 1417年11月11日 | 2年5か月間  |

## 1799年以降の使徒座空位
| 先代教皇             | 次代教皇             | 教皇離任      | 教皇就任       | 空位期間 |
| -------------------- | -------------------- | ------------- | -------------- | -------- |
| ピウス6世            | ピウス7世            | 1799年8月29日 | 1800年3月14日  | 197日間  |
| ピウス7世            | レオ12世             | 1823年8月20日 | 1823年9月28日  | 39日間   |
| レオ12世             | ピウス8世            | 1829年2月10日 | 1829年3月31日  | 49日間   |
| ピウス8世            | グレゴリウス16世     | 1830年12月1日 | 1831年2月2日   | 63日間   |
| グレゴリウス16世     | ピウス9世            | 1846年6月1日  | 1846年6月16日  | 15日間   |
| ピウス9世            | レオ13世             | 1878年2月7日  | 1878年2月20日  | 13日間   |
| レオ13世             | ピウス10世           | 1903年7月20日 | 1903年8月4日   | 15日間   |
| ピウス10世           | ベネディクトゥス15世 | 1914年8月20日 | 1914年9月3日   | 14日間   |
| ベネディクトゥス15世 | ピウス11世           | 1922年1月22日 | 1922年2月6日   | 15日間   |
| ピウス11世           | ピウス12世           | 1939年2月10日 | 1939年3月2日   | 20日間   |
| ピウス12世           | ヨハネ23世           | 1958年10月9日 | 1958年10月28日 | 19日間   |
| ヨハネ23世           | パウロ6世            | 1963年6月3日  | 1963年6月21日  | 18日間   |
| パウロ6世            | ヨハネ・パウロ1世    | 1978年8月6日  | 1978年8月26日  | 20日間   |
| ヨハネ・パウロ1世    | ヨハネ・パウロ2世    | 1978年9月28日 | 1978年10月16日 | 18日間   |
| ヨハネ・パウロ2世    | ベネディクト16世     | 2005年4月2日  | 2005年4月19日  | 17日間   |
| ベネディクト16世     | フランシスコ         | 2013年2月28日 | 2013年3月13日  | 12日間   |
| フランシスコ         | レオ14世             | 2025年4月21日 | 2025年5月8日   | 17日間   |

## 教皇座空位論
Sedes vacansという語はカトリック伝統主義の極端論である教皇座空位論（英: Sedevacantism、羅: Sedevacantismus）にもみられる。教皇座空位論によると、第2バチカン公会議以降のローマ教皇を称する人物は全員異端であり、したがって教皇座は空位であるという。